# Zoran Filipović (fotograf)
Zoran Filipović (27. travnja 1959., Brčko), hrv.-bh. profesionalni fotograf i pisac. Zadnjih se godina bavi grafičkim i produkt dizajnom. Dok je surađivao s poznatom agencijom Magnum Photos, potpisivao se imenom ZORO, pod kojih je poznat u svijetu po fotografijama.

## Životopis
Profesionalnu karijeru je započeo u zagrebačkom magazinu “Start ” i tjedniku “Danas”. Dosad je objavio više autorskih knjiga, u kojima često kombinira svoje fotografsko i književno umijeće. Koautor je i na više skupnih knjiga. Knjige objavljuje u Hrvatskoj, Bosni i Hercegovini i u inozemstvu.
Bio je suradnik više uglednih svjetskih revija i magazina (“Le Figaro Magazine”, “Paris Match”, “Life”, “Die Zeit”, “Frankfurter Allgemeine Magazin”, “Vogue/GQ”, “Photo” i dr.). Tijekom suradnje s glasovitom agencijom Magnum Photos potpisivao se pseudonimom ZORO, pod kojim je poznat svjetskoj fotografskoj javnosti. Izlagao je u najuglednijim svjetskim galerijama i muzejima (Stockholm, Kopenhagen, Beč, Prag, Bratislava, Frankfurt, Perpignan, Valencija, Sarajevo, Zagreb, Abu Dhabi, Kairo, New York, Teheran, Mexico City i dr.). O njemu i njegovu radu snimljeno je u inozemstvu više dokumentarnih filmova ( npr. njemačke TV kuće ARD). Član je Zajednice umjetnika Hrvatske, Hrvatskog novinarskog društva i International Federation of Journalists.
Od 1978. živi i radi u Zagrebu.

## Objavljene knjige:
Objavio je više autorskih knjiga i koautor je više skupnih knjiga. Često kombinira svoje fotografsko i književno umijeće.
- Međugorje (monografija), GZH, Zagreb – Svjetlost, Sarajevo, 1988. (hrvatski, njemački, engleski, talijanski)
- Dan hrvatske smjene (monografija), Danas, Zagreb, 1990.
- Adem demaçi (Z. Filipović fotografije, F. Radončić tekst), Danas, Zagreb, 1990.
- Dnevnik smrti (tekst i fotografija), skupina nakladnika hrvatsko izdanje, njemačko izdanje Deuticke Verlag, Beč, 1992.
- Izlet u pakao (tekst), Durieux, Zagreb, 1993.
- Sezona pakla – SARAJEVO ANNO DOMINI 1993 (tekst i fotografija), hrvatsko izdanje Zoro, Zagreb, 1994.; njemačko izdanje Deuticke Verlag, Beč, 1994.; slovensko izdanje Cankarjeva založba, Ljubljana, 1994.
- Capitales oubliees (fotografija), Les Editions Du Demi-Circle, Paris, 1994. (francuski)
- Papa u hrvata (tekst i fotografija), Zoro, Zagreb, 1995.
- Entseeltes land (tekst i fotografija), Herder Verlag, Freiburg, 1995. (njemački)
- The pope among croats (monografija), Zoro, Zagreb, 1997. (engleski)
- Sveti otac Ivan Pavao II. u pastirskom pohodu 12. i 13. travnja 1997., Sarajevo, Bosna i Hercegovina (monografija), Nadbiskupski ordinarijat vrhbosanski Sarajevo, Zoro, Zagreb – Sarajevo, 1998.
- Sveti otac Ivan Pavao II. u pastirskom pohodu hrvatskoj 2. – 4. listopada 1998., Zagreb, Marija Bistrica, Split, Solin (monografija), Zoro, Zagreb – Sarajevo, 1999.
- Sveti otac Ivan Pavao II. u III. u pastirskom pohodu Hrvatskoj 5. – 9. VI. 2003., Dubrovnik, Osijek, Đakovo, Rijeka, Zadar (monografija), Zoro, Zagreb – Sarajevo – Znanje, Zagreb – HBK, Zagreb, 2003.
- Sveti otac Ivan Pavao II. u II. pastirskom pohodu Bosni i hercegovini, Banja Luka 22. Lipnja 2003. (monografija), Biskupski ordinarijat Banja Luka – Naklada Zoro, Zagreb – Sarajevo, 2004.
- Dnevnik smrti 1991. (tekst), Naklada Zoro, Zagreb – Sarajevo, 2006.
- Ajvatovica (monografija), Naklada Zoro, Zagreb – Sarajevo, Muftijstvo travničko, Travnik, 2010

## Nagrade
- Za svoj fotografski i književni rad više je puta nagrađivan.
- Njemačko izdanje njegove knjige Ein Jahr in der Hölle (Sezona pakla – Sarajevo Anno Domini 1993) proglašeno je u knjigom mjeseca u Njemačkoj.
- Knjiga Entseeltes Land, koju je objavio Herder Verlag iz Freiburga, jedan od najuglednijih njemačkih nakladnika bila je pri vrhu njemačkih ljestvica najprodavanijih knjiga.
- Knjiga Papa u Hrvata nagrađena mu je brončanom plaketom SAPPI u konkurenciji najbolje tiskanih knjiga na svijetu svijeta za 1997.
- Knjiga Papa u Sarajevu nagrađena mu je srebrnom plaketom SAPPI u konkurenciji najbolje tiskanih knjiga na svijetu svijeta za 1998.

## Vanjske poveznice
Zoran Filipović  Arhivirana inačica izvorne stranice od 13. travnja 2012. (Wayback Machine)